# Arctische woestijn
De arctische woestijn is een WWF-ecoregio die een aantal eilanden in de Noordelijke IJszee omvat:
1. Spitsbergen
2. Het noordelijk deel van Nova Zembla: Severnyeiland
3. De eilanden van Frans Jozefland
4. De eilanden van Noordland
5. (Jan Mayen?)

De ecoregio wordt gekenmerkt door een poolwoestijn met stukjes toendra aan de kust. De begroeiing bestaat vooral uit mossen, korstmossen en enkele aan het barre klimaat aangepaste vaatplanten zoals steenbreek en zilverkruid. Op Spitsbergen is zo'n 7% begroeid en zijn er ook dwergstruiken.
Er is een klein aantal zoogdieren zoals de poolvos, de ijsbeer, de halsbandlemming en het rendier. Daarnaast zijn er grote kolonies broedende vogels in het zomerseizoen.